# Signal de Botrange

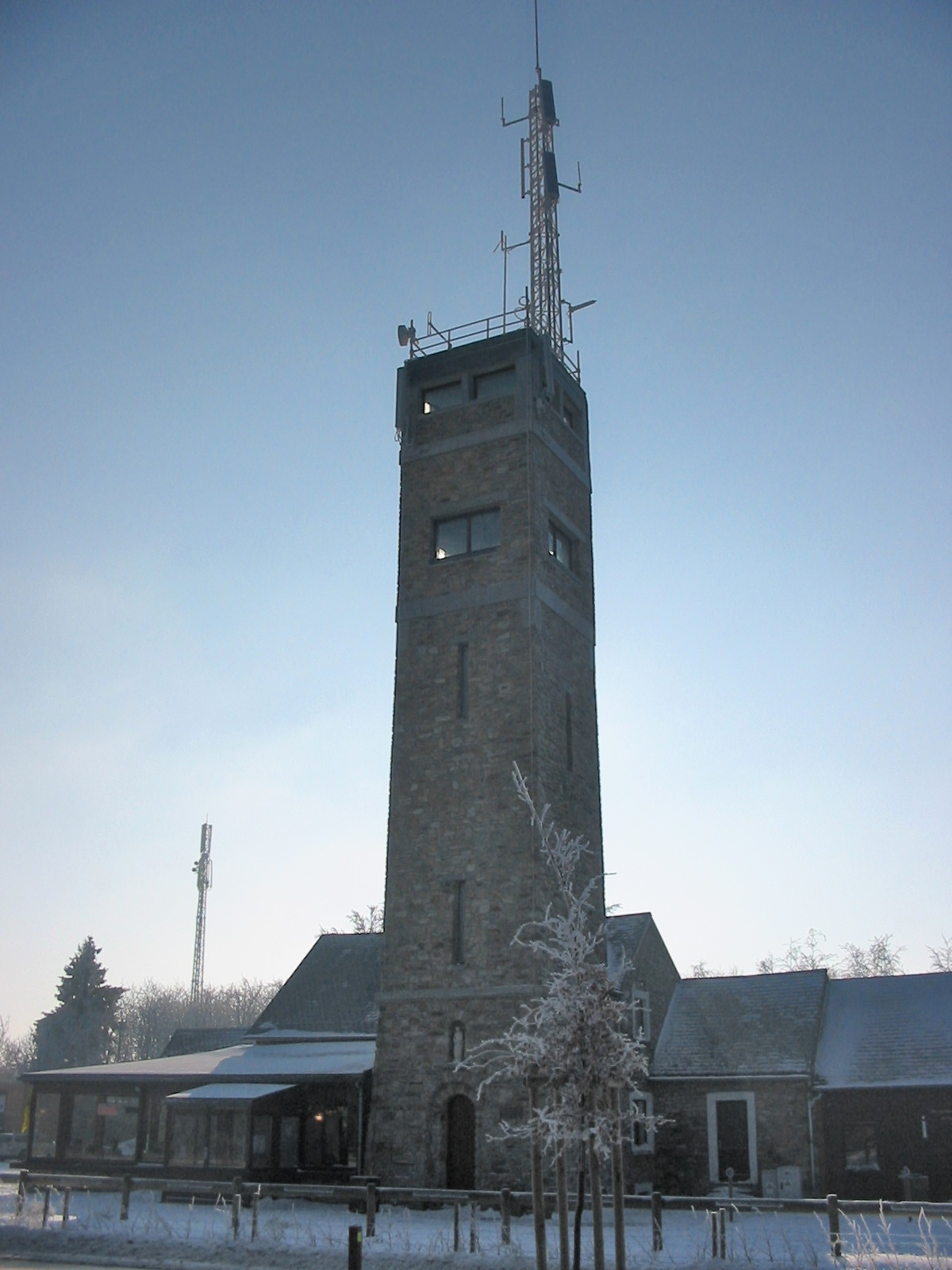
Torre de comunicações no Signal de Botrange

Signal de Botrange (em alemão:  Baldringen, em latim: Sicco Campo) é o ponto mais alto da Bélgica. Está localizado nos Altos Fagnes (Hautes Fagnes em francês, Hoge Venen em neerlandês, Hohes Venn em alemão), a 694 metros de altitude. Encima um planalto, sendo o ponto mais alto das Ardenas e dos países que formam o Benelux.
No início do inverno o local é usado como ponto de partida para provas de esqui cross-country.
Até 1919, antes da anexação dos cantões orientais pela Bélgica, o vizinho Baraque Michel era o ponto mais alto do país.
Em 1923 foi construida no topo uma pequena torre de 6 m de altura, para que os visitantes chegassem à altitude de 700 metros. Perto do topo há uma torre de comunicações com 24 m de altura.

## Imagens

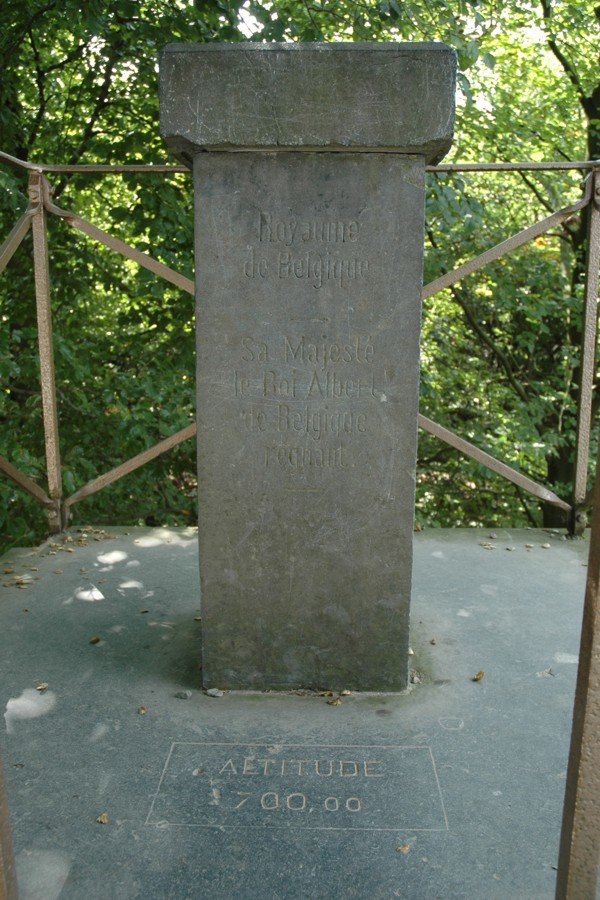
Laje a 700 metros
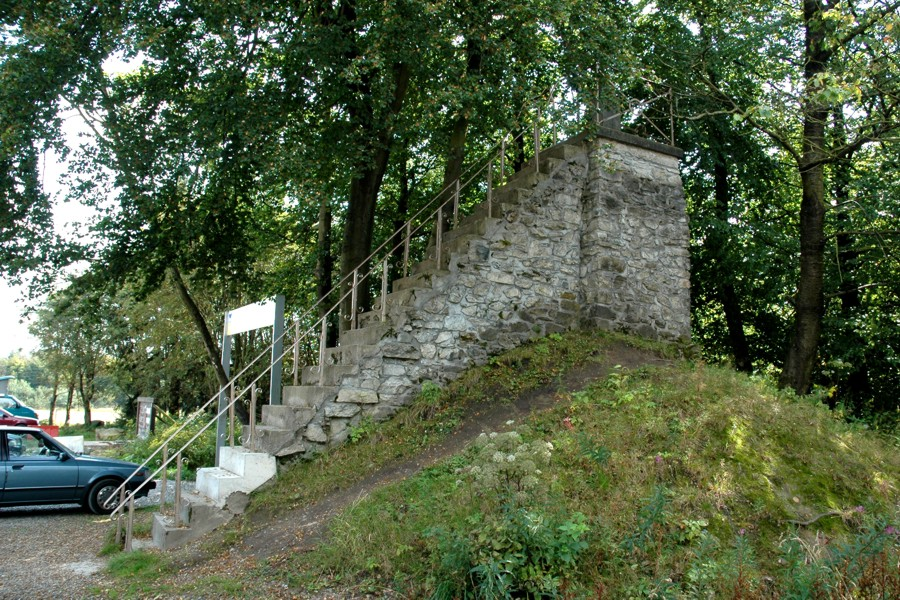
Signal de Botrange
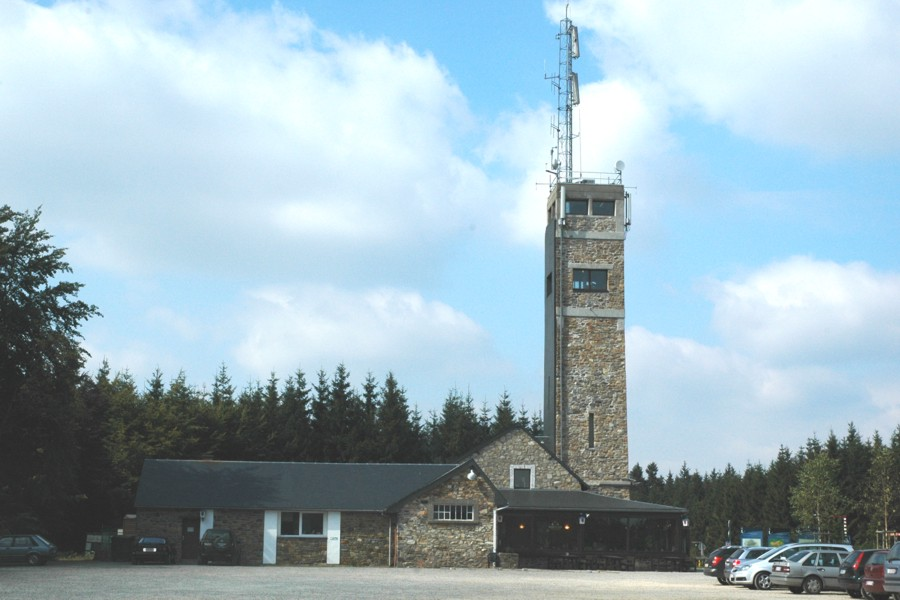
Torre e albergue de Signal de Botrange
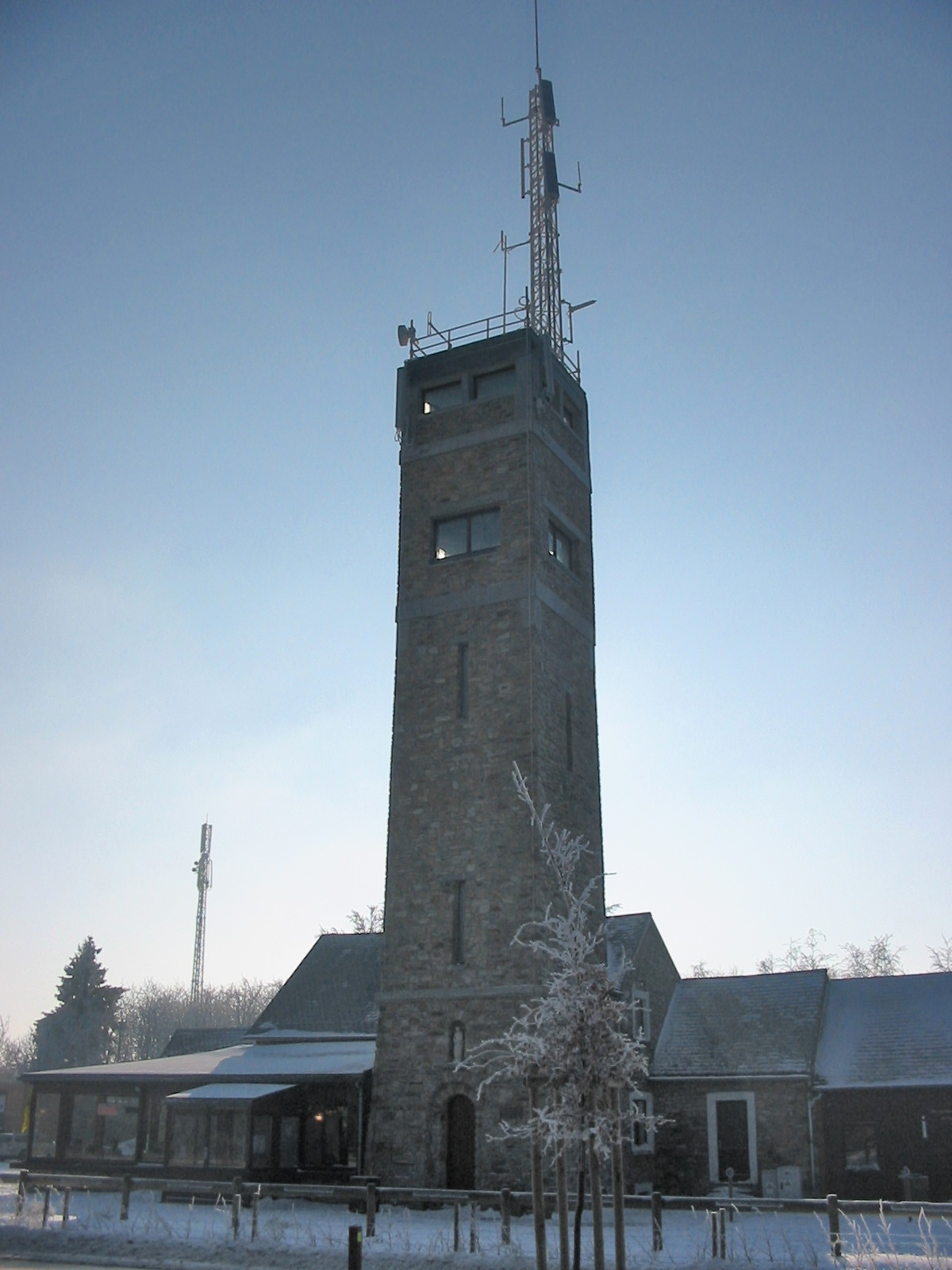
Torre de comunicações no Signal de Botrange